# Cissusa inconspicua
Cissusa inconspicua är en fjärilsart som beskrevs av William Schaus 1894. Cissusa inconspicua ingår i släktet Cissusa och familjen nattflyn. Inga underarter finns listade i Catalogue of Life.